# La invasión de los vampiros
La invasión de los vampiros es una película de suspenso, misterio y terror mexicana de 1963, escrita y dirigida por Miguel Morayta y protagonizada por Erna Martha Bauman, Rafael del Río, Tito Junco, Fernando Soto "Mantequilla" y Bertha Moss. Esta película es parte de una duología de películas de género cine de vampiros escrita y dirigida por Morayta, siendo precedida por El vampiro sangriento (1962).
En 1965 se lanzó una versión en inglés, producida por K. Gordon Murray para American International Pictures.

## Argumento
En el siglo XVI, el vampiro Frankenhausen intenta expandir la plaga del vampirismo hasta que le clavan una estaca mientras estaba convertido en murciélago. Sin embargo, todos aquellos a quienes había mordido, se levantan de sus tumbas y atacan el pueblo.

## Reparto
- Erna Martha Bauman como Brunhilda Frankenhausen.
- Rafael del Río como Dr. Ulises Albarrán.
- Tito Junco como Marqués Gonzalo Guzmán de la Serna.
- Fernando Soto "Mantequilla" como Crescencio (como Fernando Soto "Mantequilla").
- Bertha Moss como Frau Hildegarda.
- Carlos Agostí como Conde Frankenhausen.
- Enrique Lucero como Lázaro.
- David Reynoso como Don Máximo, alcalde.
- Enrique García Álvarez como Padre Víctor.
- José Chávez como Pueblerino.
- Victorio Blanco como Anciano pueblerino (no acreditado).
- Mario Cid como Paulino, hijo del alcalde (no acreditado).
- Armando Gutiérrez como Don Efrén, médico (no acreditado).
- Leonor Gómez como Pueblerina (no acreditado).

## Recepción
Rob Craig en American International Pictures: A Comprehensive Filmography dio una crítica muy positiva de la película, diciendo: «Es un ejemplo genuinamente espeluznante y conmovedor del horror gótico moderno, y puede ser la obra maestra del canon de terror de K. Gordon Murray. Hay un alto drama, revelación sobrenatural e incluso algo de perversidad sexual en esta importación mexicana de terror más fuerte».